# 미국 해병대의 운용 중인 비행대대 목록
다음은 미국 해병 항공대에서 운용하고 있는 비행대대의 목록이다.

## 현역 해병 항공대
해병 항공대의 비행대는 임무별로 편성되어 있다. 다만, 수송헬기만은 운용 기종에 따라 2개 편제로 나뉘어 있다.

## 회전익 항공기

### 해병 헬리콥터 대대 (HMX)

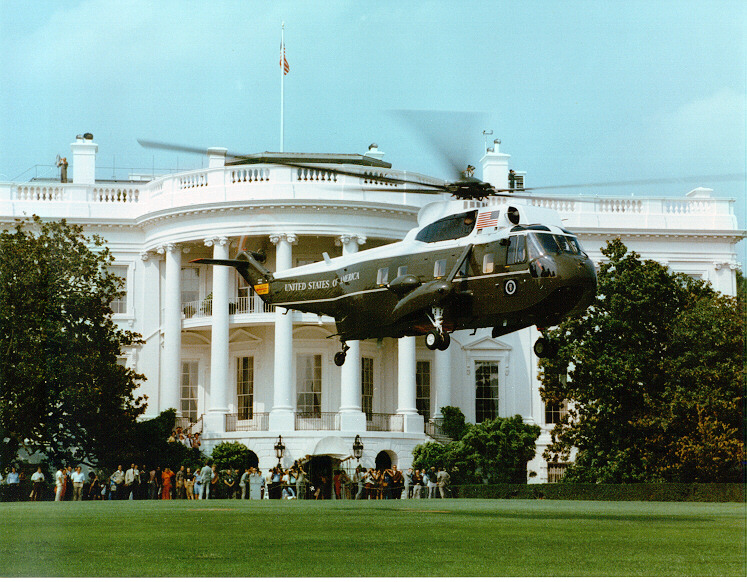
백악관에서 이륙하는 마린 원.

해병헬리콥터대대(Marine Helicopter Squadron)는 미국 대통령, 미국 부통령, 내각 구성원 등 VIP 수송을 담당하는 비행대대이다. 약칭은 HMX이다. 현재 VH-3 시킹과 VH-60 블랙호크를 사용하고 있지만, 가까운 시일 내에 VH-71 케스트렐로 교체할 예정이다.
| 비행대대 | 별명                   | 임무 개시일     |
| -------- | ---------------------- | --------------- |
| HMX-1    | 나이트혹스(Nighthawks) | 1947년 12월 1일 |

### 해병 중(重)헬리콥터 비행대대 (HMH)
HMH(Marine Heavy Helicopter Squadrons)는 1966년에 처음 창설되어 베트남 전쟁 중에 CH-53 시스탤리온을 운용했다. 헬기항모나 강습상륙함에서 병력과 장비를 나르는 것이 주 임무이다. 현재는 대부분 CH-53E 슈퍼스탤리온을 운용하고 있지만, 3개 대대는 기본형 CH-53을 여전히 사용하고 있다.

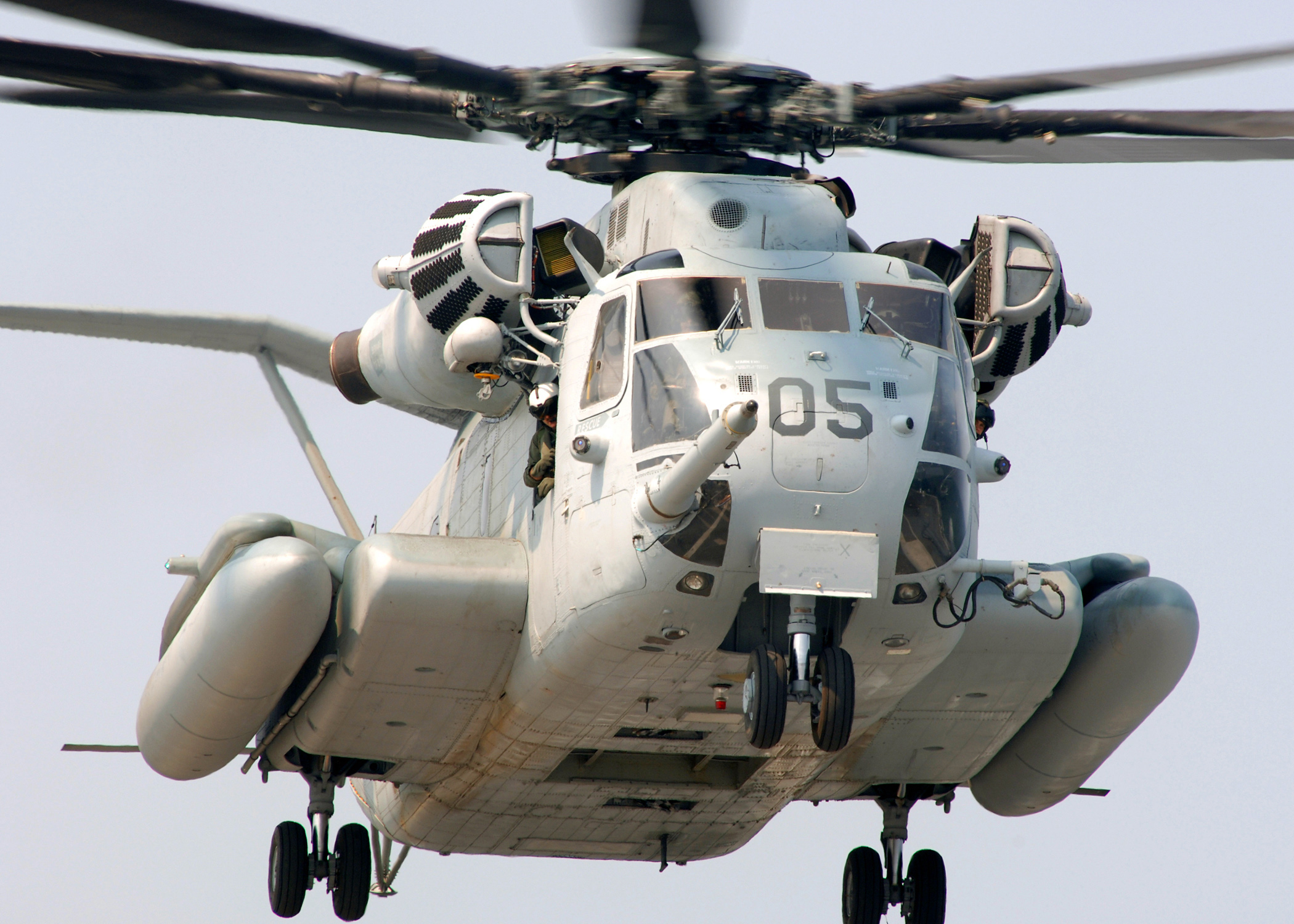
CH-53E 슈퍼스탤리온

| 비행대대 | 별명                         |
| -------- | ---------------------------- |
| HMH-361  | 날으는 호랑이(Flying Tigers) |
| HMH-362  | 추악한 천사(Ugly Angels)     |
| HMH-363  | 붉은 사자(Red Lions)         |
| HMH-461  | 철마(Iron Horse)             |
| HMH-462  | 헤비 홀러스(Heavy Haulers)   |
| HMH-463  | 페가수스(Pegasus)            |
| HMH-464  | 콘도르(Condors)              |
| HMH-465  | 백전노장들(Warhorse)         |
| HMH-466  | 늑대떼(Wolfpack)             |
| HMH-769  | 타이탄(Titan)                |
| HMH-772  | 허슬러(Hustler)              |

### 해병 중헬리콥터 훈련대대 (HMT)
해병 중 헬리콥터 훈련 대대(Marine Heavy Helicopter Training Squadron)는 조종사 전환과 승무원 훈련용 비행 대대로 CH-53E 슈퍼스탤리온을 운용하고 있다.
| 비행대대 | 별명            |
| -------- | --------------- |
| HMT-302  | 불사조(Phoenix) |

### 해병 경공격 헬리콥터 비행대대 (MHLA)
AH-1W 수퍼코브라와 UH-1N을 운용하고 있다. 1개 비행대당 18대의 코브라와 9대의 UH-1N을 운용한다. 코브라는 AH-1Z 바이퍼로, UH-1N은 UH-1Y로 개편될 예정이다. 강습상륙함들에 탑재할 수 있는 크기 문제로 인해 보다 대형인 AH-64 아파치나 UH-60 블랙호크 헬기를 이용하지 못하기 때문에 당분간 AH-1과 UH-1 시리즈를 계속 운용하고 있다.

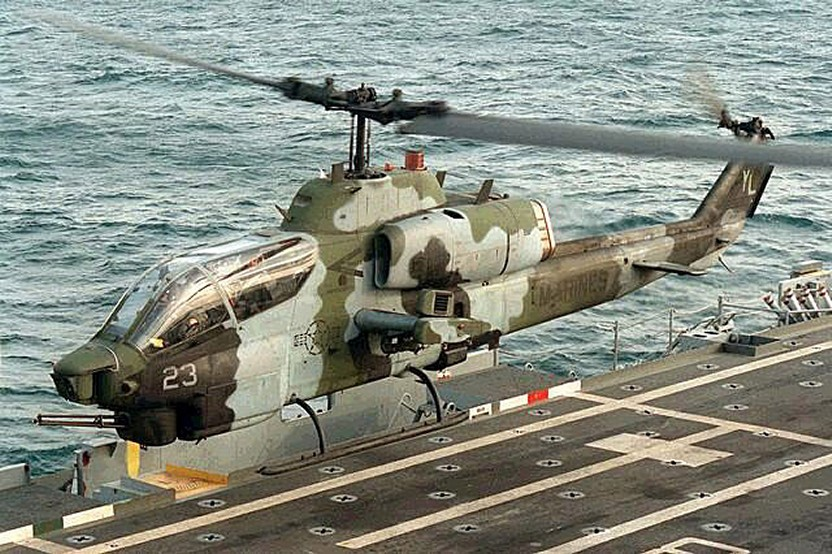
AH-1W 코브라

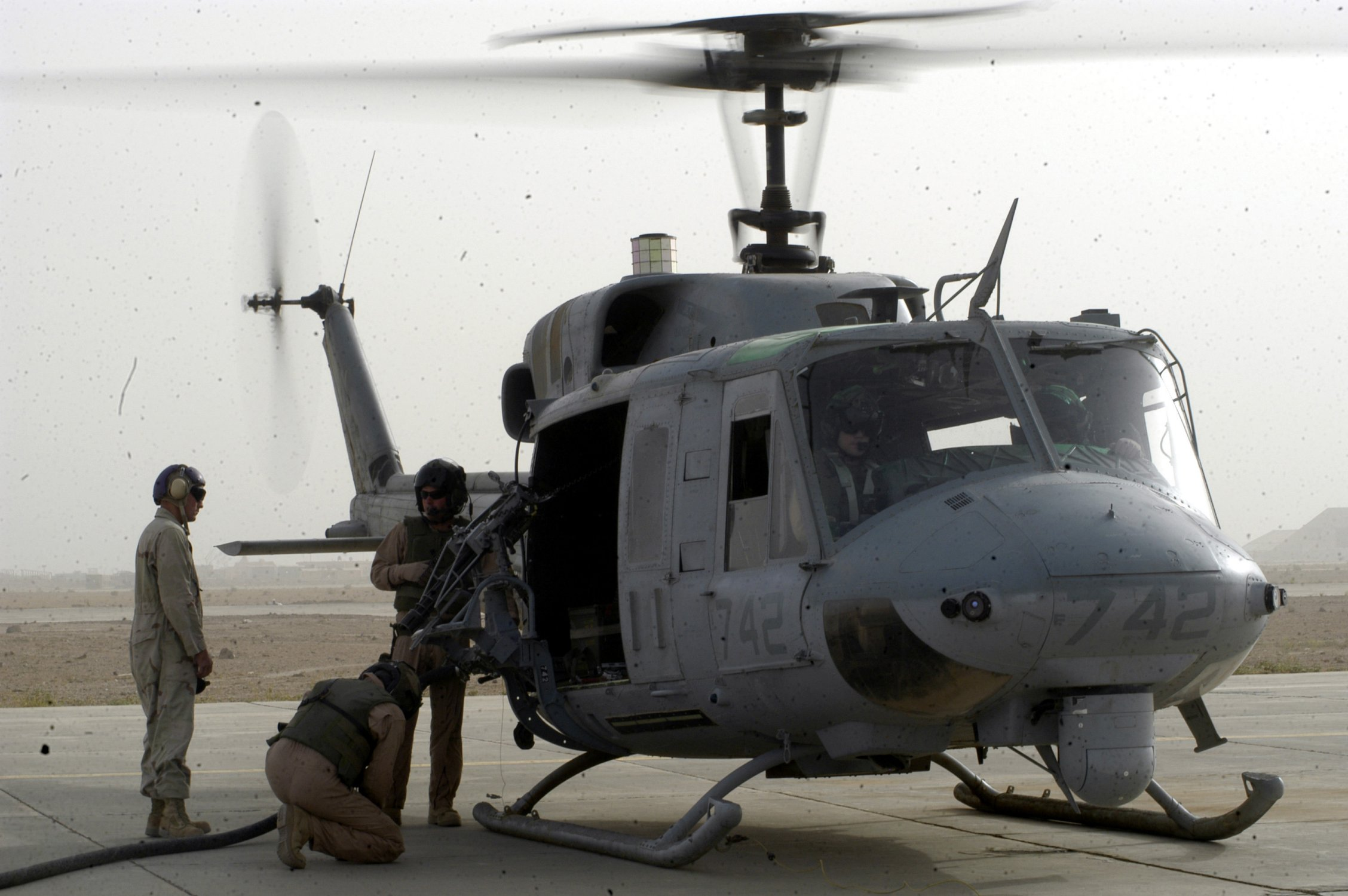
UH-1N 휴이

| 비행대대 | 별명                     |
| -------- | ------------------------ |
| HMLA-167 | 워리어스 (Warriors)      |
| HMLA-169 | 바이퍼스 (Vipers)        |
| HMLA-267 | 스팅어스 (Stingers)      |
| HMLA-269 | 건러너스 (Gunrunners)    |
| HMLA-367 | 스카페이스 (Scarface)    |
| HMLA-369 | 건파이터스 (Gunfighters) |
| HMLA-773 | 레드 독 (Red Dog)        |
| HMLA-775 | 코요테스 (Coyotes)       |

### 해병 경공격 헬리콥터 훈련비행대대 (HMLAT)
해병 경공격 헬리콥터 훈련 비행대대(Marine Light Attack Helicopter Training Squadron, HMLAT)는 AH-1W 슈퍼코브라와 UN-IN 트윈휴이의 승무원 및 조종사 훈련 및 전환 훈련 비행대대이다.
| 비행대대  | 별명             |
| --------- | ---------------- |
| HMLAT-303 | 아틀라스 (Atlas) |

### 해병 중(中)헬리콥터 비행대대 (HMM)
현재 CH-46을 운용한다. 현재 틸트로터기인 MV-22 오스프리로 개편 작업을 진행 중이며, 개편이 완료되면 VMM으로 호칭도 바뀔 것이다.

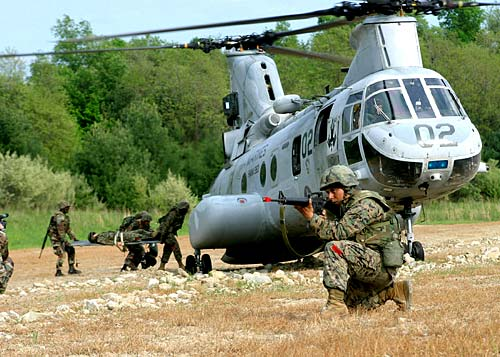
CH-46 씨나이트

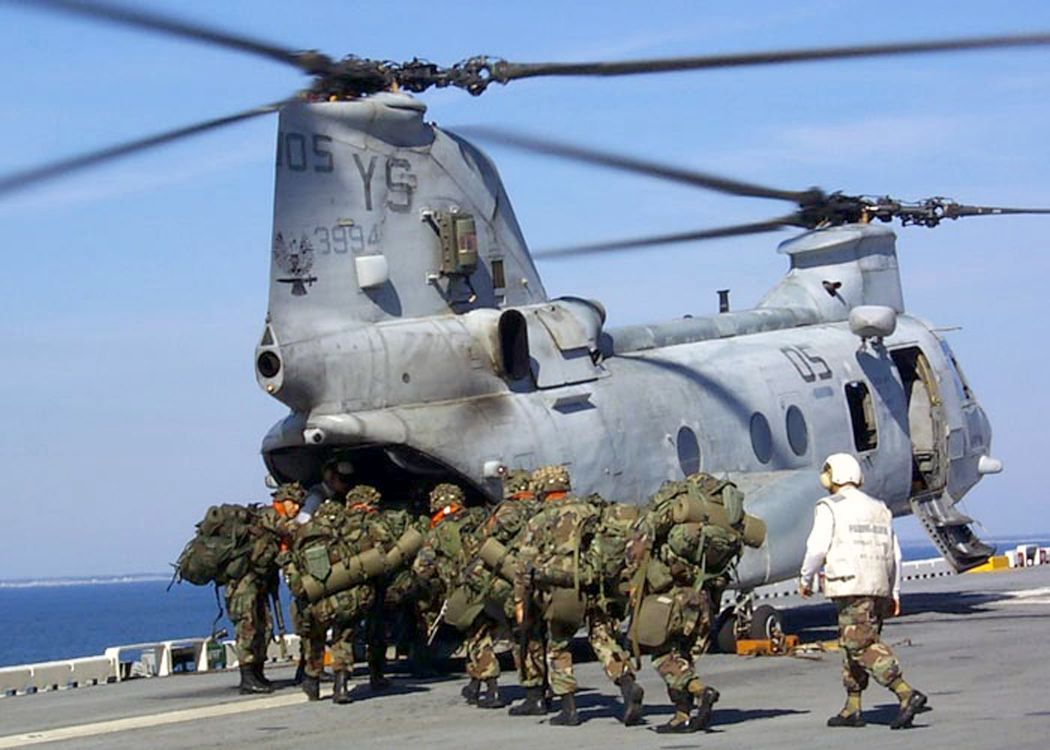
해병대가 상륙작전 훈련 중에 LHA-2 USS 사이판의 갑판에서 CH-46 씨나이트 헬리콥터에 탑승하고 있다.

| 비행대대 | 별명                          |
| -------- | ----------------------------- |
| HMM-161  | 그레이혹스 (Greyhawks)        |
| HMM-163  | 리지 러너스 (Ridge Runners)   |
| HMM-165  | 백기사 (White Knights)        |
| HMM-166  | 시 엘크 (Sea Elk)             |
| HMM-262  | 날으는 호랑이 (Flying Tigers) |
| HMM-264  | 흑기사 (Black Knights)        |
| HMM-265  | 드래곤스 (Dragons)            |
| HMM-268  | 레드 드래곤스(Red Dragons)    |
| HMM-364  | 퍼플 폭시스 (Purple Foxes)    |
| HMM-365  | 청기사 (Blue Knights)         |
| HMM-764  | 문라이트 (Moonlight)          |
| HMM-774  | 야생 거위 (Wild Goose)        |

### 해병 중(中)헬리콥터 훈련 비행대대 (HMMT)
CH-46 시나이트로 조종사 전환 및 승무원 훈련을 담당하는 비행대대이다.
| 비행대대 | 별명                          |
| -------- | ----------------------------- |
| HMMT-164 | 나이트라이더스 (Knightriders) |

## 틸트로터 항공기

### 해병 중틸트로터 비행대대 (VMM)
해병 중틸트로터 비행대대(Marine tiltrotor squadrons)은 MV-22 오스프리를 운용하는 신설 부대로 주요 임무는 공격 지원이다. 오스프리는 CH-46 시나이트 및 CH-53D 시스탤리온을 대체하고 있다.

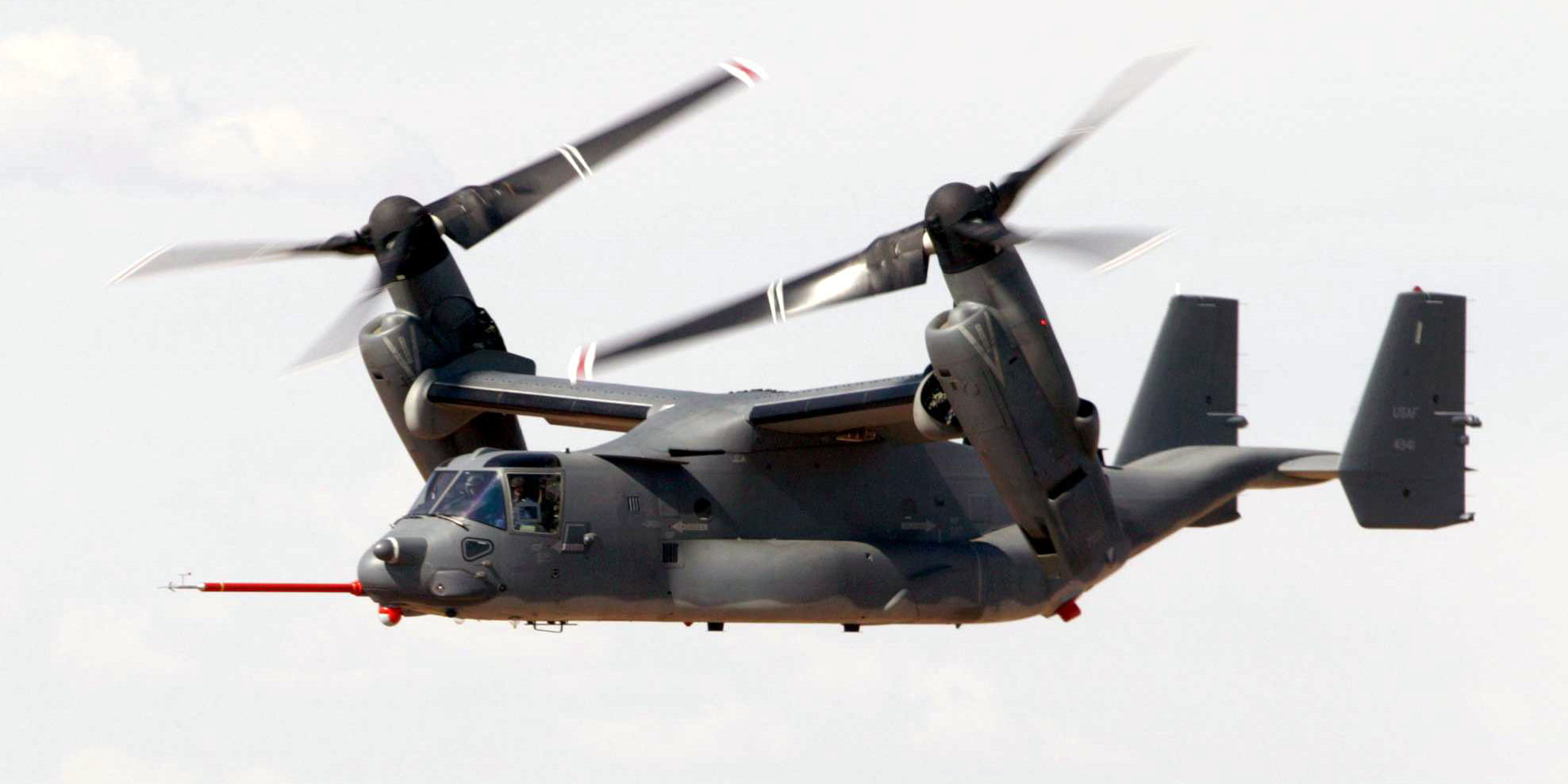
MV-22 오스프리

| 비행대대 | 별명                                |
| -------- | ----------------------------------- |
| VMM-162  | 금독수리 (Golden Eagles)            |
| VMM-261  | 레이징 불스 (Raging Bulls)          |
| VMM-263  | 썬더 치킨스 (Thunder Chickens)      |
| VMM-266  | 파이팅 그리핀스 (Fighting Griffins) |

### 해병 틸트로터 운용 시험 및 평가 대대 (VMX)
해병 틸트로터 운용 시험 및 평가 대대(Marine Tiltrotor Operational Test and Evaluation Squadron)는 미국 해병대 및 미국 공군 통합 부대로 오스프리 틸트로터기의 시험 및 개발을 담당하는 부대다. 주요 임무는 MV/CV-22 오스프리 및 미래형 틸트로터 시스템의 운용 시험 및 평가다.
| 비행대대 | 별명                   |
| -------- | ---------------------- |
| VMX-22   | 아르고노츠 (Argonauts) |

### 해병 틸트로터 훈련비행대대 (VMMT)
해병 틸트로터 훈련비행대대 (Marine Medium Tiltrotor Training Squadron)는 공군 및 해병대의 틸트로터기 조종사 훈련 대대다.
| 비행대대 | 별명             |
| -------- | ---------------- |
| VMMT-204 | 랩터스 (Raptors) |

## 고정익 항공기

### 해병 공격 비행대대 (VMA)
VMA는 AV-8B 해리어 II를 운용하고 있다. 이 비행대의 주요 임무는 지상 전투부대를 위한 근접 항공 지원과 타격 지원이다. 근접항공지원은 해병대와 접전 중인 적군을 공격하고, 타격지원은 보다 후방의 적군을 차단한다. 현역으로 7개 비행대가 있으며 1개 비행대의 정수는 20대이다. MEU의 일원으로 파견될 시에는 보통 4~6대가 분견대로 파견된다. STOL F-35 라이트닝 II가 실전 배치되면, 해리어를 퇴역시키고 F-35로 기종을 교체하게 된다.

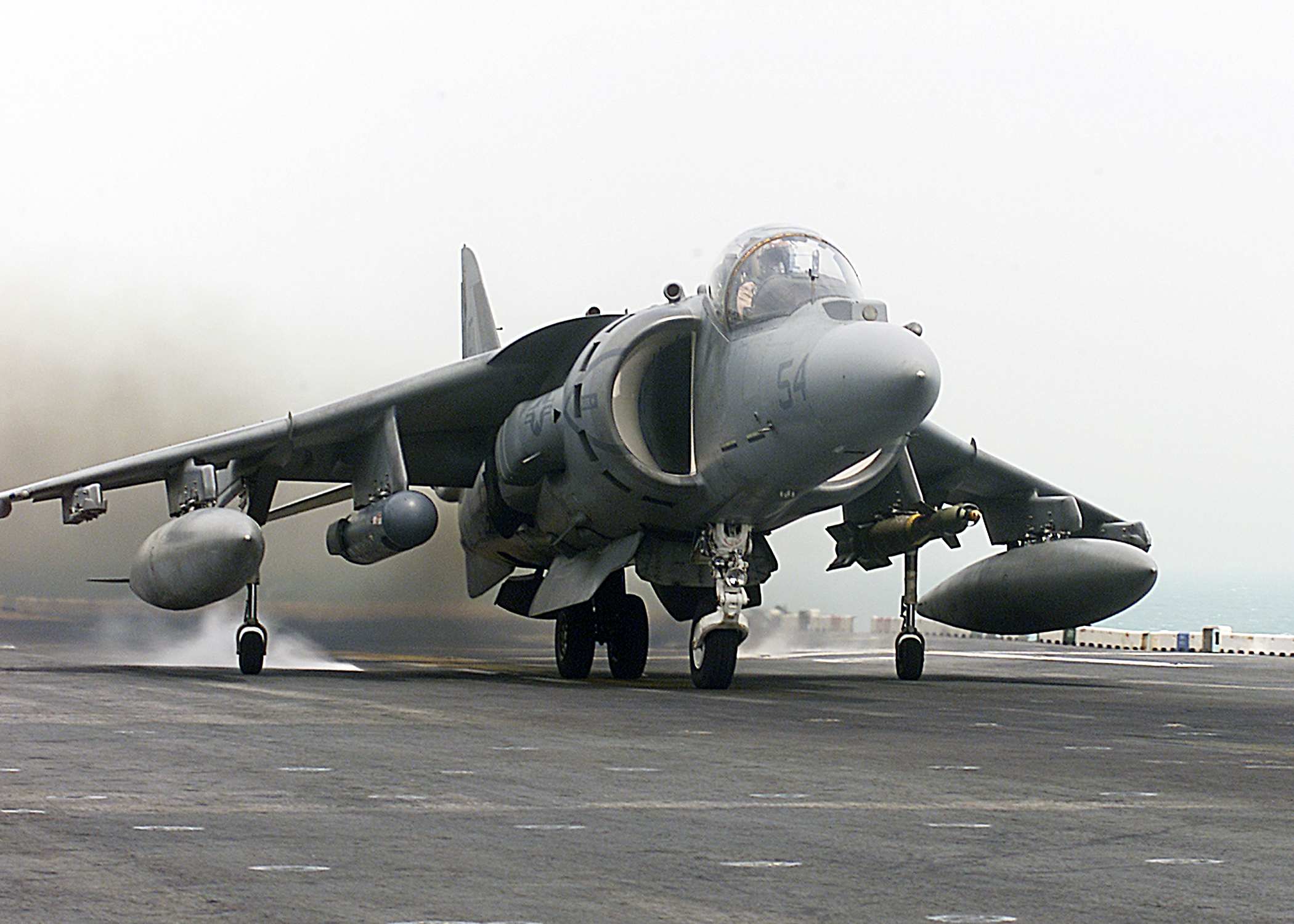
이륙 중인 AV-8B 해리어2

| 비행대대 | 별명                                           | 임무 개시일     |
| -------- | ---------------------------------------------- | --------------- |
| VMA-211  | 웨이크 아일랜드의 복수자(Wake Island Avengers) | 1937년 1월 1일  |
| VMA-214  | 검은양(Black Sheep)                            | 1942년 7월 1일  |
| VMA-223  | 불독스(Bulldogs)                               | 1942년 5월 1일  |
| VMA-231  | 에이스 오브 스페이즈(Ace of Spades)            | 1919년 2월 8일  |
| VMA-311  | 톰캐츠(Tomcats)                                | 1942년 12월 1일 |
| VMA-513  | 나는 악몽(Flying Nightmares)                   | 1944년 2월 15일 |
| VMA-542  | 호랑이(Tigers)                                 | 1944년 3월 6일  |

### 해병 전자전 비행대대 (VMAQ)
VMAQ는 해군 항모 항공단과 동일한 EA-6B 프라울러 전자전기를 운용하며, 임무 또한 동일하다. 4개 비행대가 있으며 1개 비행대 당 5기로 구성되어 있다. VMFA와 달리 해병대의 부족한 숫자 때문에 해군 항모 항공단 소속의 EA-6B 전자전기들이 해병대에 파견되는 경우가 많다. AN/ALQ-99 재밍 포드와 AGM-88 함을 운용하면서 전자파 교란, 전자 보호, 레이다 재밍 및 적 방공망 제압(Suppression of Enemy Air Defense, SEAD) 임무를 수행한다. 4개 비행대는 5대로 구성되어 보통 미국 해군 항모 항공단의 일원으로 항공모함에 배치된다.

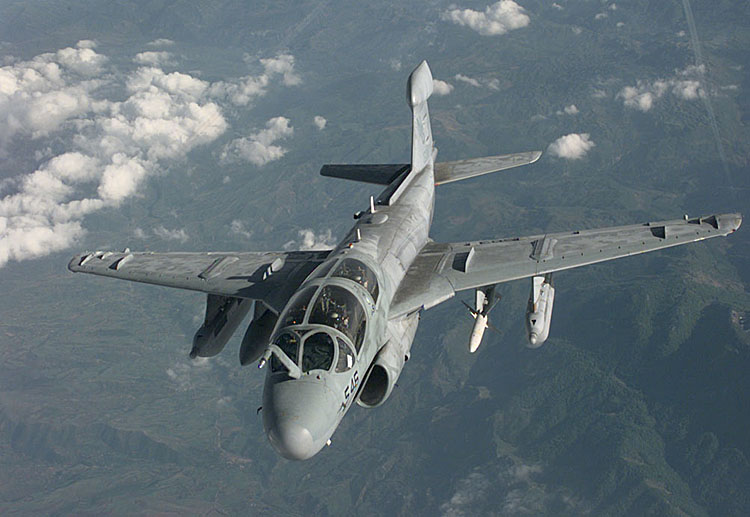
EA-6B 프라울러

| 비행대대 | 별명                            |
| -------- | ------------------------------- |
| VMAQ-1   | 밴쉬스 (Banshees)               |
| VMAQ-2   | 죽음의 어릿광대 (Death Jesters) |
| VMAQ-3   | 달의 개 (Moon Dogs)             |
| VMAQ-4   | 시혹스 (Seahawks)               |

### 해병 전투 공격 비행대대 (VMFA)
F/A-18A+ 나 F/A-18C를 운용한다. F/A-18A+는 미 해병대만이 보유한 기종인데 AIM-120 암람 운용 능력이 없었던 F/A-18에 암람을 운용할 수 있는 개조를 가한 기종이다. 1개 비행대 당 12대로 운용되며, VMA보다 장거리 타격지원에 동원된다. 미군은 해군 소속의 호넷 비행대가 부족하여 VMFA를 항모 항공단에 파견하여 운용하는 경우가 흔하다.

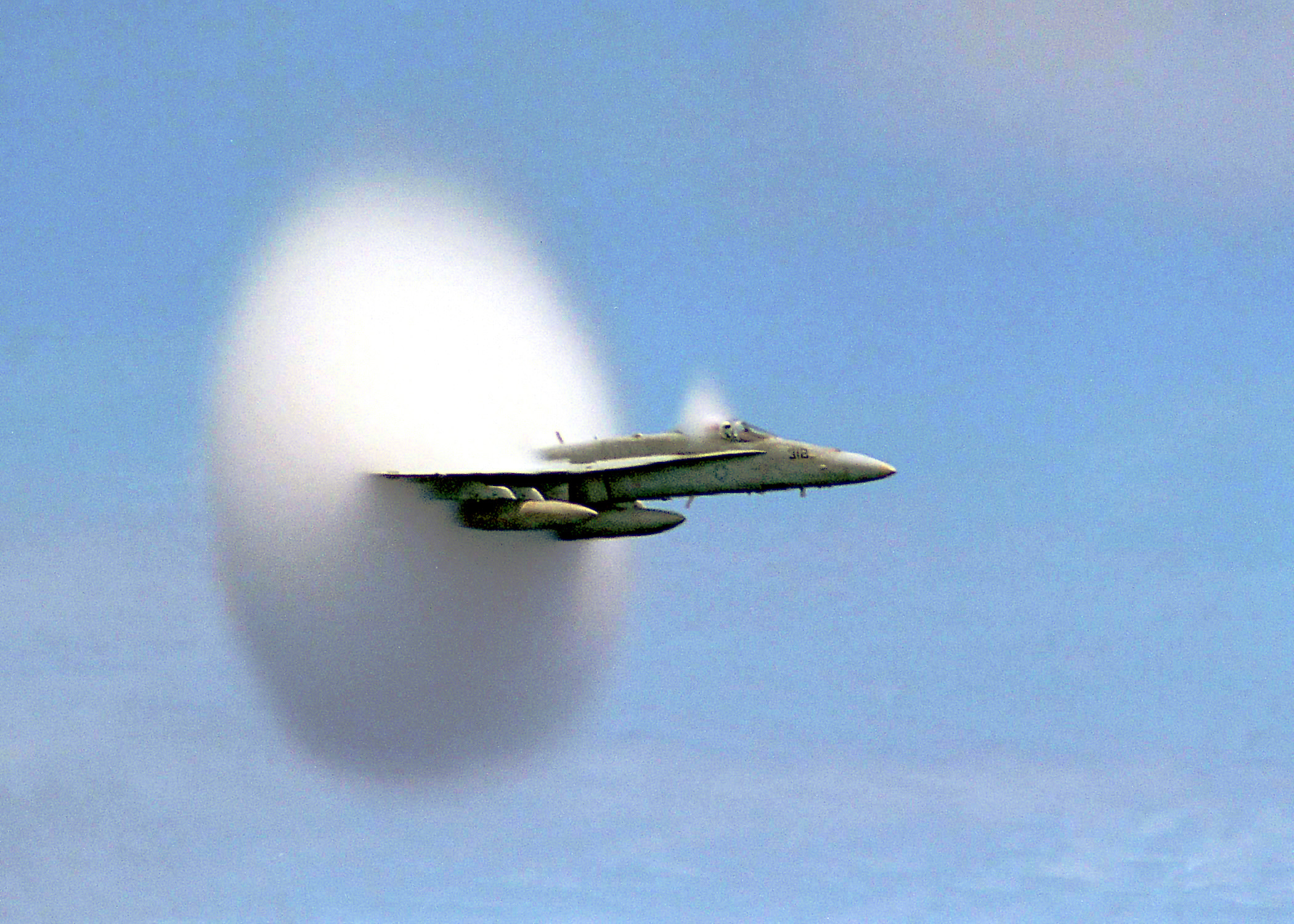
VFA-151 소속 F/A-18 호넷이 음속 돌파하는 순간

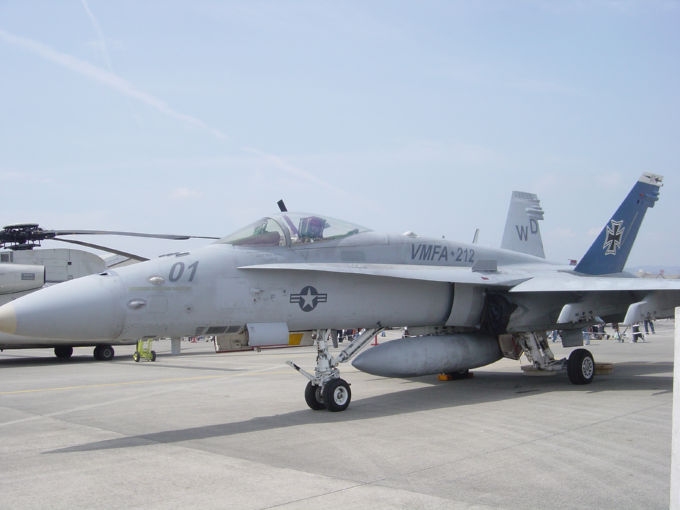
VMFA-212 소속 F/A-18C

| 비행대대 | 별명                             |
| -------- | -------------------------------- |
| VMFA-112 | 카우보이스 (Cowboys)             |
| VMFA-115 | 은 독수리 (Silver Eagles)        |
| VMFA-122 | 십자군 (Crusaders)               |
| VMFA-232 | 붉은 악마 (Red Devils)           |
| VMFA-251 | 썬더볼츠 (Thunderbolts)          |
| VMFA-312 | 체커보드 (Checkerboard)          |
| VMFA-314 | 흑기사 (Black Knights)           |
| VMFA-323 | 죽음의 수다쟁이 (Death Rattlers) |

### 해병 전천후 전투 공격 비행대대 (VMFA(AW))
VMFA(AW)는 복좌형 호넷인 F/A-18D를 운용한다. 주야간 전천후 타격지원, 전술정찰, 전선항공통제, 전천후 요격전투 등에 투입된다. 5개 비행대가 편성되어 있다.
| 비행대대     | 별명                   |
| ------------ | ---------------------- |
| VMFA(AW)-121 | 녹기사 (Green Knights) |
| VMFA(AW)-224 | 벵갈스 (Bengals)       |
| VMFA(AW)-225 | 바이킹스 (Vikings)     |
| VMFA(AW)-242 | 박쥐 (Bats)            |
| VMFA(AW)-533 | 혹스 (Hawks)           |

### 해병 전투 공격 훈련 비행대대 (VMFAT)
해병 전투공격 훈련비행대대(Marine Fighter Attack Training Squadron)는 F/A-18 호넷을 조종할 해군 조종사들을 훈련시키는 비행대이다.
| 비행대대  | 별명                    |
| --------- | ----------------------- |
| VMFAT-101 | 명사수들(Sharpshooters) |

### 해병대 전투기 훈련대대 (VMFT)
해병대 전투기 훈련대대(Marine Fighter Training Squadron)는 해병대 소속으로 가상 적전투기 대대를 운용한다. 이 대대는 F-5E 타이거2를 운용하면서 다양한 공중전 전술 개발 및 훈련 임무를 수행한다.

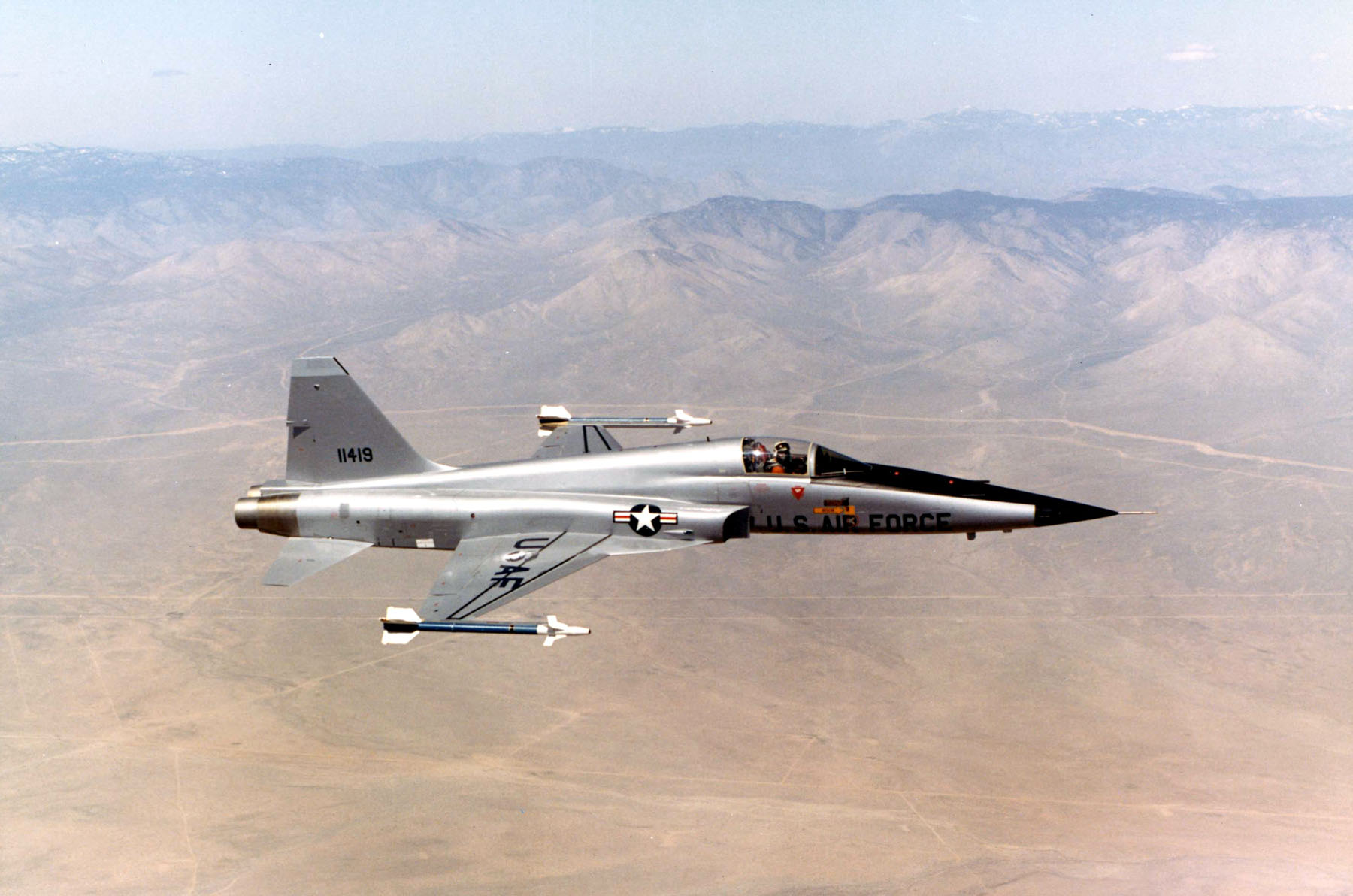
F-5E 타이거2

| 비행대대 | 별명               |
| -------- | ------------------ |
| VMFT-401 | 저격수들 (Snipers) |

### 해병 공중 급유 수송 비행대대 (VMGR)
KC-130 허큘리스를 운용한다. KC-130은 C-130 허큘리스 수송기를 공중급유기로 개조한 것이며, 병력 수송 임무도 수행한다. 5개 대대로 구성되었으며, 주요 임무는 직접 공중 지원 센터(Direct Air Support Center, DASC) 소속으로 신속한 연료 보급, 물자 수송, 응급 환자 수송 등을 담당한다.
| 비행대대 | 별명               |
| -------- | ------------------ |
| VMGR-152 | 스모스 (Sumos)     |
| VMGR-234 | 레인저스 (Rangers) |
| VMGR-252 | 오티스 (Otis)      |
| VMGR-352 | 습격자들 (Raiders) |
| VMGR-452 | 양키스 (Yankees)   |

### 해병 수송 대대 (VMR)
해병 수송 대대(Marine Transport Squadron)는 탐색 및 구조 지원뿐만아니라 중요 인물의 이동 및 중요 병참 물자 수송까지 담당하는 부대다.
| 비행대대 | 별명                    |
| -------- | ----------------------- |
| VMR-1    | 로드러너스(Roadrunners) |

## 무인 항공기

### 해병 무인기 대대 (VMU)
해병 무인기 대대 (Marine Unmanned Aerial Vehicle Squadrons, VMU)는 RQ-2 파이오니어 무인기(UAV)를 운용하며 해병대 지상부대에 정보, 감시, 표적 획득 및 정찰(Information, Surveillance, Target acquisition and Reconnaissance, ISTAR)을 제공한다. 이외에 포병 목표 관측 및 탐색 및 구조 작전도 지원한다. 2004년부터 VMU 비행대대는 RQ-2 이외에 더 새로운 스캔이글(ScanEagle)을 운용하기 시작했는데, 스캔이글은 RQ-2에 비해 더 긴 항속거리와 더 높은 고도에서 작전한다. 두 시스템 모두 장차 Tier III으로 대체될 것이다.

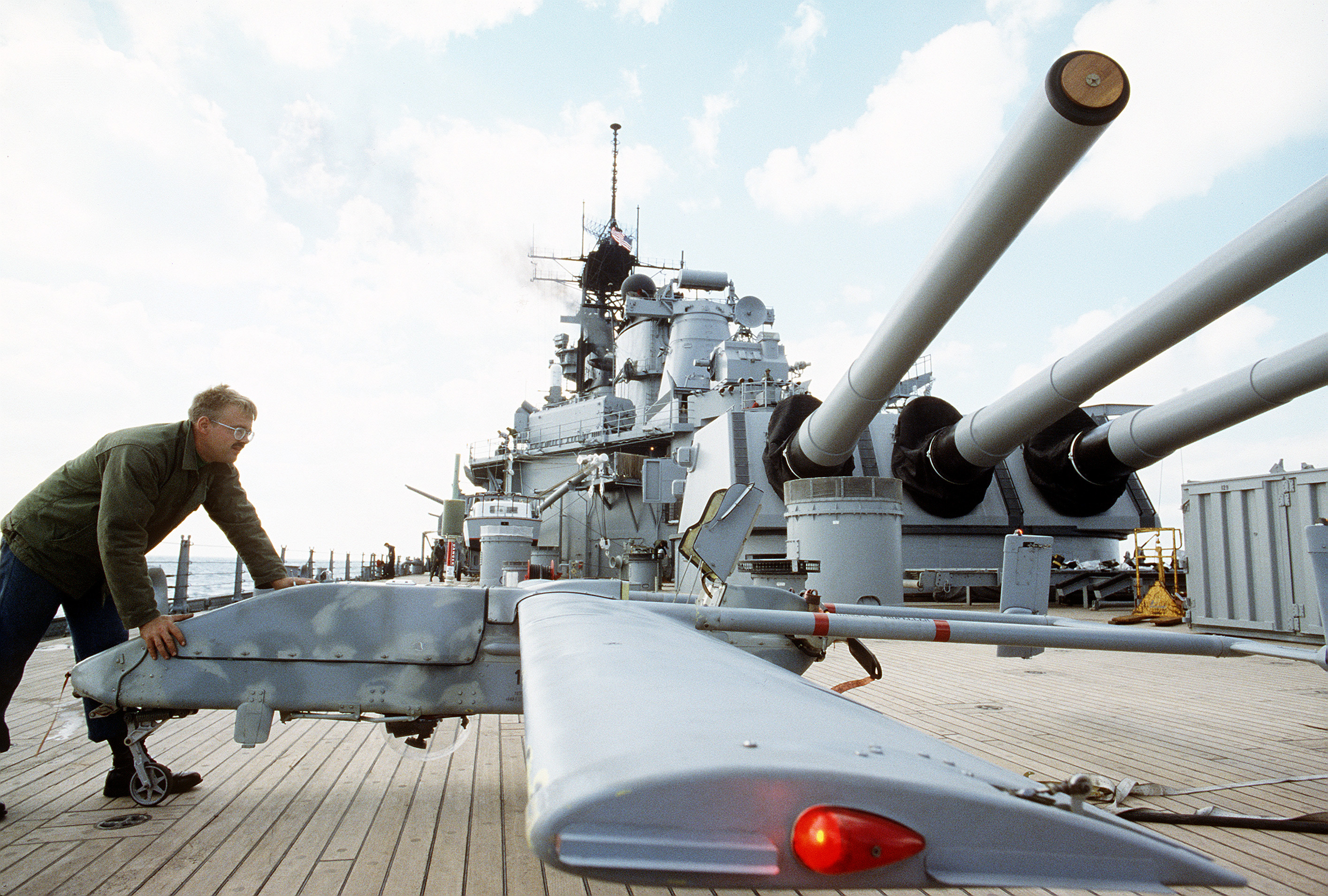
RQ-2 파이오니어. 전함 위스콘신 갑판에서 대기 중

| 비행대대 | 별명                  |
| -------- | --------------------- |
| VMU-1    | 감시견 (Watchdogs)    |
| VMU-2    | 밤부엉이 (Night Owls) |
| VMU-3    | 유령 (Phantoms)       |

## 같이 보기
- 미국 해병 항공대